# NGC 6934
Az NGC 6934 (más néven Caldwell 47) egy gömbhalmaz a Delfin csillagképben.

## Tudományos adatok
A halmaz 411 km/s sebességgel közeledik felénk.